# Аксютінська сільська рада
Аксю́тінська сільська рада (рос. Аксютинский сельский совет) — сільське поселення у складі Асекеєвського району Оренбурзької області Росії.
Адміністративний центр — село Аксютіно.

## Історія
2007 року було ліквідовано селище Березово-Нудатово. 2013 року була ліквідована Думинська сільська рада (селища Глазово, Думино), територія увійшла до складу Аксютінської сільради.

## Населення
Населення — 326 осіб (2019; 461 в 2010, 859 у 2002).

## Склад
До складу сільської ради входять:
| Населений пункт           | Населення, осіб (2002) | Населення, осіб (2010) |
| ------------------------- | ---------------------- | ---------------------- |
| Аксютіно, село            | 428                    | 261                    |
| Березово-Нудатово, селище | 2                      | -                      |
| Глазово, селище           | 114                    | 23                     |
| Думино, селище            | 315                    | 177                    |